# Cleopatra Hospital Company
Cleopatra Hospital Group S.A.E. ist ein ägyptisches Unternehmen mit Sitz in Kairo.
Es ist im Gesundheitswesen tätig und betreibt Krankenhäuser. Ende 2022 betrieb die Gruppe 10 Einrichtungen in Ägypten. Darunter sind zwei Polikliniken in Ost- und West-Kairo.
Die weiteren Einrichtungen sind Cleopatra Hospital, Cairo Specialized Hospital, Nile Badrawy Hospital, AlShrouk Hospital, El Katib Hospital, Cleopatra October Hospital, Bedaya Hospital, Apotheken.
In diesen Einrichtungen gibt es Kompetenzzentren auf den Gebieten Kardiologie, Neurologie, Orthopädie, Urologie.
Der Umsatz verteilte 2023 sich wie folgt auf die einzelnen Aktivitäten:
- Chirurgische Dienstleistungen (21 %)
- Krankenhausdienstleistungen (21 %): Akutpflege, Rehabilitationspflege und Langzeitpflege
- Ambulante und ambulante Pflegedienste (10 %)
- Labordienstleistungen (9 %)
- Radiologische Dienstleistungen (8 %)
- Leistungen der Notfallversorgung (3 %)
- Radiologie (6 %)
- Sonstiges (22 %): Physiotherapie, Endoskopie, Herzuntersuchungen und -tests sowie Verkauf von Medikamenten.

Das Unternehmen ist seit dem 1. August 2024 Mitglied im EGX 30 Index an der Egyptian Exchange. Die größten Aktionäre sind Creed Healthcare Holdco Ltd. (32,10 %) und MCI Capital Healthcare Partners (30,77 %).

## Geschichte
Cleopatra Hospital Group S.A.E. wurde nach der Übernahme der Krankenhäuser in Ost-Kairo, des 1984 gegründeten Cleopatra Hospitals und des 1976 gegründeten Cairo Specialized Hospital im Jahr 2014 gegründet. Das Nile Badrawi Hospital wurde 2015 und das AlShrouk Hospital 2016 dem Netzwerk der Gruppe in West-Kairo hinzugefügt. Seit der Gründung hat sich das Unternehmen zu einer der führenden Klinikgruppen Ägyptens entwickelt. Der Börsengang wurde im Juni 2016 durchgeführt.